# Stefan Kwiatkowski (dyplomata)

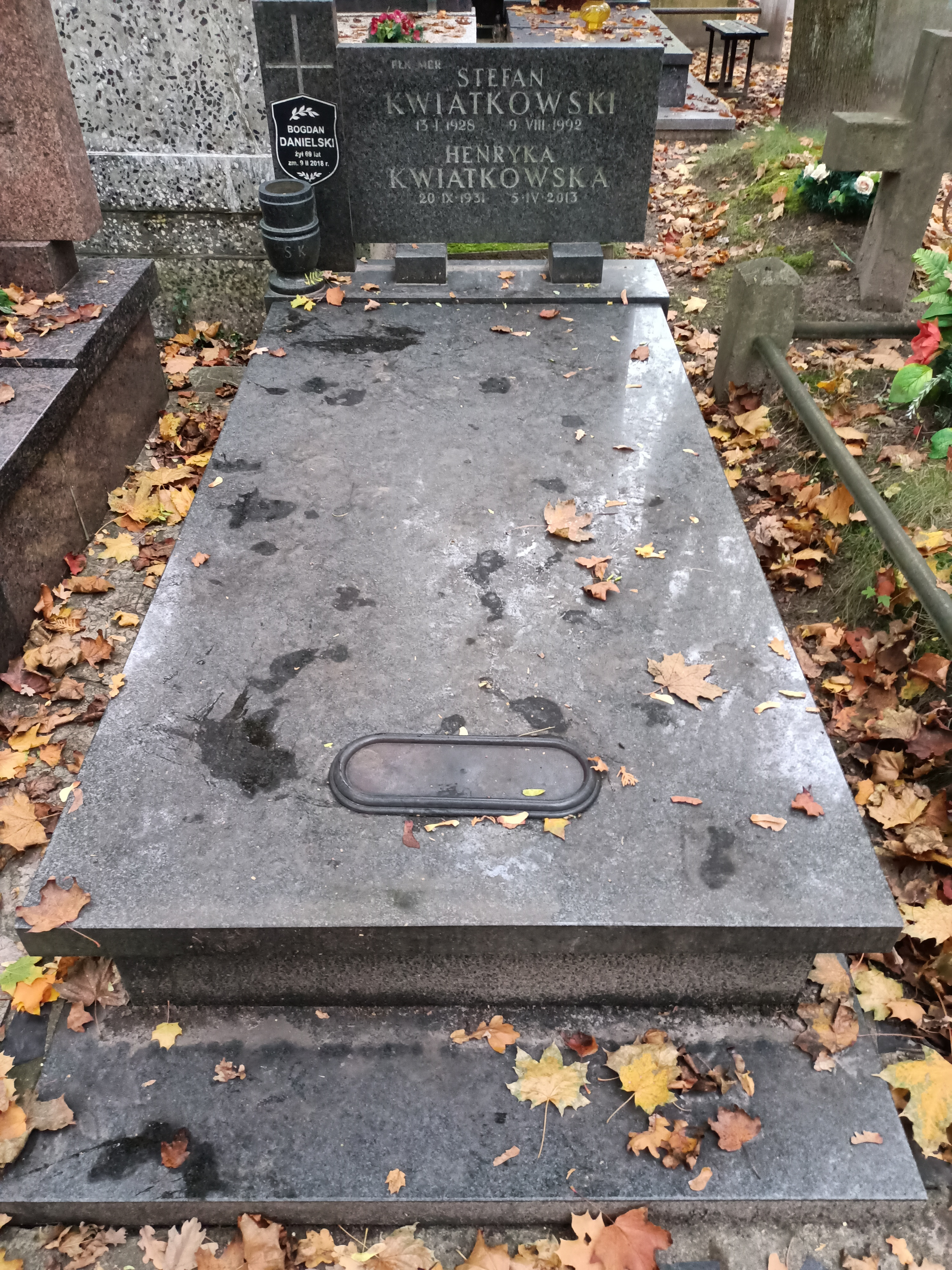
Grób Stefana Kwiatkowskiego na cmentarzu Wojskowym na Powązkach

Stefan Kwiatkowski z domu Kozioł (ur. 13 stycznia 1928 w Podlesicach, zm. 9 sierpnia 1992) – polski dyplomata, pułkownik Służby Bezpieczeństwa.

## Życiorys
Słuchacz Szkoły Oficerskiej w Warszawie (od 1948). Od 1950 pracownik Departamentu VII Ministerstwa Bezpieczeństwa Publicznego. Od marca 1952 do marca 1956 pracował w rezydenturze w Izraelu. 1 maja 1956 został skierowany na sześciomiesięczny kurs operacyjny w Szkole Departamentu I Komitetu do spraw Bezpieczeństwa Publicznego. Od 26 września 1960 do 24 lipca 1964 kierownik rezydentury w Ottawie, oficjalnie II sekretarz tamtejszego Poselstwa. Od 11 października 1966 do 7 lipca 1970 kierował punktem operacyjnym w Chińskiej Republice Ludowej, oficjalnie pełniąc funkcję I sekretarza Ambasady w Pekinie, którą kierował od 1967 do 1969 jako chargé d’affaires. Od 12 sierpnia 1976 do 22 czerwca 1981 przebywał na stanowisko radcy Ambasady w Paryżu, jednocześnie będąc rezydentem rezydentury paryskiej. Od 15 listopada 1985 pracował pod przykryciem w Ministerstwie Spraw Zagranicznych. Od 14 października 1986 do 2 listopada 1989 kierował punktem operacyjnym w Izraelu, oficjalnie pełniąc funkcję kierownika Sekcji Interesów PRL w Tel Awiwie.
Wielokrotnie delegowany służbowo do: Berlina, Wiednia, Helsinek, Náchodu, Pragi, Damaszku, Cavtatu, Szwecji, Finlandii, Moskwy, Pekinu, Hanoi, Wietnianu, Sofii, Nowego Jorku.
Syn Jacka i Magdaleny. Pochowany na Cmentarzu Wojskowym na Powązkach.